# 섬강교 버스 추락 사고
섬강교 버스 추락사고는 1990년 9월 1일 오후 2시 45분경, 경기도 여주군 (현.여주시) 강천면 강천리 영동고속도로 상행선 서울기점 62 km (현 영동고속도로 103km) 지점 섬강교 상에서 승객 28명을 태운 강릉발 서울행 시외버스가 섬강으로 추락, 운전자를 포함한 25명이 사망하거나 실종되고 4명이 구조된 교통사고이다. 당시 이 사고는 1981년 부산에서 발생한 금정산 버스 추락 사고와 1985년 충북 영동군에서 발생한 양강교 버스 추락 사고에 이어 3번째로 큰 대형 교통사고로 알려졌다.

## 발생과정
사고 버스는 강릉을 출발하여, 횡계, 장평, 진부를 거쳐 동서울터미널로 향하던 중 영동고속도로에 진입, 길이 390m의 섬강교를 통과하여 강원도에서 경기도로 진입하던 중이었다. 섬강교 340m 지점에 이르렀을 때, 앞서 서행하며 가던 승용차를 추월하기 위하여 속력을 내는 순간 버스가 빗길에 미끄러지면서 중앙선을 넘어 반대편 차선을 침범한 후 다리 난간을 들이받고 19m 아래 섬강으로 추락하였다.
사고 직후 버스 뒷좌석에 타고 있던 10~20대 승객 4명은 깨진 유리창을 통해 버스를 탈출, 헤엄쳐 나와 구조되었으나,나머지 승객 25명은 폭우로 불어난 물에 그대로 휘말려 떠내려갔다.
당시 폭우로 물이 불어난데다 날이 어두워져 폭우가 잠잠해진 9월 3일 이후부터 수색작업이 본격화, 시신 수색 및 인양작업에 1주일 이상이 소요되었고, 사고수습 대책본부가 인양작업을 실시한 결과 총 28명의 승객이 버스에 타고 있음을 확인하였다.

## 사고원인
사고 당일 폭우로 도로가 미끄러웠던 데다 버스 운전자가 좁은 2차선 고속도로에서 무리하게 추월을 시도한 것이 가장 큰 원인으로 지적되었다. 또한 사고 당시 불어난 강물에 떠내려가 실종되었던 승객 대부분이 안전띠를 착용하고 있지 않아 피해가 컸으며, 목숨을 건진 4명 중 3명은 안전띠를 착용하여 화를 면한 것으로 밝혀졌다.

## 관련 일화
당시 남편과 만나기 위하여 서울로 향하던 최영애(당시 30세, 홍천 내면고등학교 프랑스어교사), 장호(당시 4세) 모자가 버스 추락 사고로 참변을 당하였는데, 사고 후 14일이 지난 9월 15일 오후 5시 40분경, 경기도 여주군 여주읍 고려대학교 부속병원 뒷길 전신주에서 최영애의 남편인 장재인(당시 31세, 서울 덕수상업고등학교 영어교사)이 목을 매 숨진 채 발견되었다. 당시 장재인의 바지 주머니에서는 "사랑하는 아내와 아들을 잃고 슬픔을 못이겨하느니 차라리 그들이 있는 저 하늘에 가는 것이 좋겠다"는 내용의 유서가 발견되었다.
이들은 공주사범대학 선후배 사이로 대학시절부터 사귀다가 1989년 8월 6일 서울에서 뒤늦게 결혼식을 올렸으며 '캠퍼스의 잉꼬부부'로 주변 사람들의 부러움을 샀다고 한다.
이 사건을 소재로 시인 겸 소설가 조해인은 1991년 5월 장편 실화소설 《섬강에서 하늘까지》를 출간하였으며, 이 소설은 이듬해인 1992년 2월에 같은 제목의 영화로도 제작되었다. 당시 감독은 유진선이 맡았으며, 배우 이경영과 광고모델 출신의 김미현이 주연을 맡았다.

## 후속 조치
당시 영동고속도로는 해당 구간을 포함하여 전 구간이 왕복 2차로였으며, 굴곡이 심해 수차례 문제점으로 지적되어 왔었다. 해당 구간은 1994년에 왕복 4차로 확장 및 선형개량으로 현재는 이러한 문제가 해소되었다.